# Weißpriach (gmina)
Weißpriach – gmina w Austrii, w kraju związkowym Salzburg, w powiecie Tamsweg. Liczy 303 mieszkańców (1 stycznia 2015).